# Timothy Garton Ash
Timothy Garton Ash, född 12 juli 1955, är en brittisk forskare och författare i ämnet nutidshistoria, med särskilt fokus på Central- och Östeuropa efter andra världskriget.
Garton Ash är professor i European Studies vid Oxfords universitet, direktör på European Studies Centre vid St Antony's College, Oxford, och Senior Fellow vid Hoover Institution på Stanford University. Hans uppsatser förekommer regelbundet i The New York Review of Books och han skriver en spalt i tidningen The Guardian en gång i veckan. Han bidrar också till the New York Times, the Washington Post, Prospect magazine och the Wall Street Journal. Ibland trycks hans spalter även i Dagens Nyheter.

## Svenska översättningar
- Folket, det är vi (The uses of adversity och We the people) (översättning Sune Karlsson och Birgitta Schwartzman, Bonnier, 1990)
- Personakten (The file) (översättning Sune Karlsson, Norstedt, 1998)
- Samtidens historia: rapporter från Europa vid 1900-talets slut (History of the present) (översättning Hans O. Sjöström, Norstedt, 2000)
- Europa : en personlig historia (Homelands : A Personal History of Europe) (översättning Hans Dalén, Historiska Media, 2023)

## Priser och utmärkelser
- George Orwell Prize